# José Chittooparambil
José Chittooparambil CMI (ur. 10 grudnia 1954 w Neeleswaram) – indyjski duchowny syromalabarski, od 2010 biskup Rajkot.

## Życiorys
Święcenia kapłańskie przyjął 8 maja 1985 w zakonie karmelitów Maryi Niepokalanej. Przez kilka lat pracował w zakonnych placówkach parafialnych, zaś po utworzeniu w 1994 prowincji zakonnej został jej radnym, odpowiedzialnym za sprawy społeczne. W tym samym roku został dyrektorem wydziału kurii eparchii Rajkot ds. społecznych. Od 2008 prowincjał.
16 lipca 2010 został mianowany biskupem Rajkot. Chirotonii biskupiej udzielił mu 11 września 2010 jego poprzednik, bp Gregory Karotemprel.